# Castel Reifenegg
Castel Reifenegg (německy Burg Reifenegg) je zřícenina hradu poblíž Stanghe v Ratschings v Itálii.
Byl postaven kolem roku 1220.
V roce 1243 hrad přešel do vlastnictví tyrolských hrabat, která hrad dala rodu Trautsonů. Již ve středověku ztratil na významu.
Dnes z hradu zbyla pouze poměrně dobře zachovalá věž, která se nachází uprostřed jehličnatého lesa.